# Bergrothomyia tregellasi
Bergrothomyia tregellasi là một loài ruồi trong họ Limoniidae. Chúng phân bố ở miền Australasia.